# فرودگاه فوردویچ
فرودگاه فوردویچ (به انگلیسی: Fordwich Airport) یک فرودگاه همگانی است که یک باند فرود چمن دارد و طول باند آن ۷۳۲ متر است. این فرودگاه در کشور کانادا قرار دارد و در ارتفاع ۳۸۱ متری از سطح دریا واقع شده است.